# Stadtbezirk 2 (Düsseldorf)
Der Stadtbezirk 2 ist einer von zehn Stadtbezirken der nordrhein-westfälischen Landeshauptstadt Düsseldorf. Er umfasst dabei die Stadtteile Flingern-Nord, Flingern-Süd und Düsseltal. Die Form der Stadtbezirke zur Gliederung der Stadt Düsseldorf wurde 1975 eingeführt. Der Sitz der Bezirksverwaltung befindet sich an der Grafenberger Allee.
Im Gegensatz zu anderen nordrhein-westfälischen Großstädten wie zum Beispiel Köln oder Duisburg verfügen die Stadtbezirke in Düsseldorf nicht über Eigennamen, sondern werden lediglich mit einer Ziffer bezeichnet.
Die Stadtteile selbst haben eine lange Tradition und Geschichte, wurden jedoch nach Düsseldorf eingemeindet, um der stetig wachsenden Stadt Raum zur Entwicklung zu geben. Düsseltal ist dabei eher geprägt von der gehobenen Bevölkerung und Flingern befindet sich im Wandel vom ehemaligen Arbeiterstadtteil hin zum günstigen Wohn- und Arbeitsort für Kreative und Familien.
Im Stadtbezirk 2 befindet sich außerdem die Heimat der beiden großen Sportvereine der Stadt. So kann man in Flingern am Flinger Broich das Vereinsgelände von Fortuna Düsseldorf und am Zoologischen Garten in Düsseltal das Eisstadion an der Brehmstraße, in dem früher die Düsseldorfer EG spielte, besuchen.

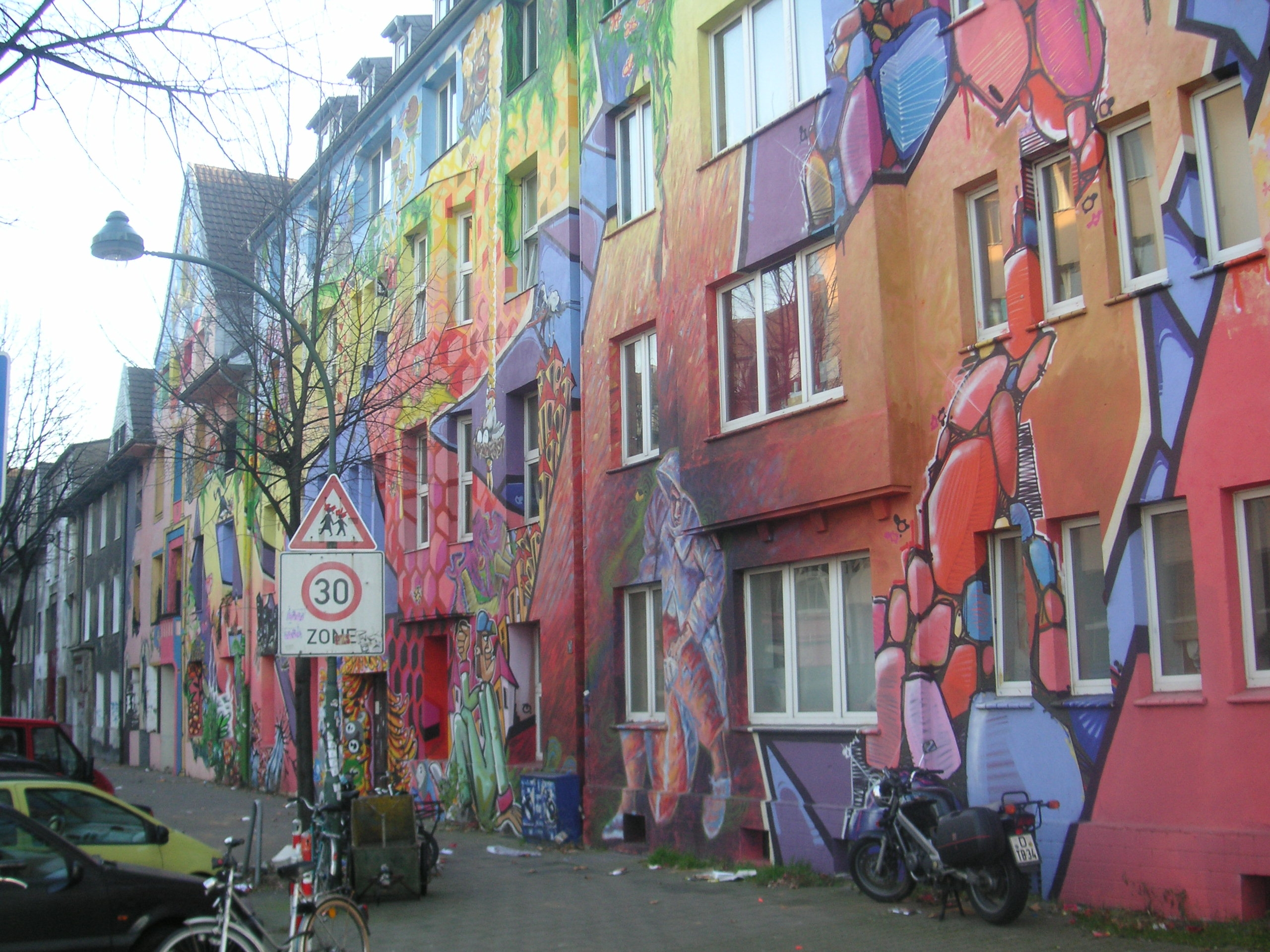
Kiefernstraße in Flingern-Süd
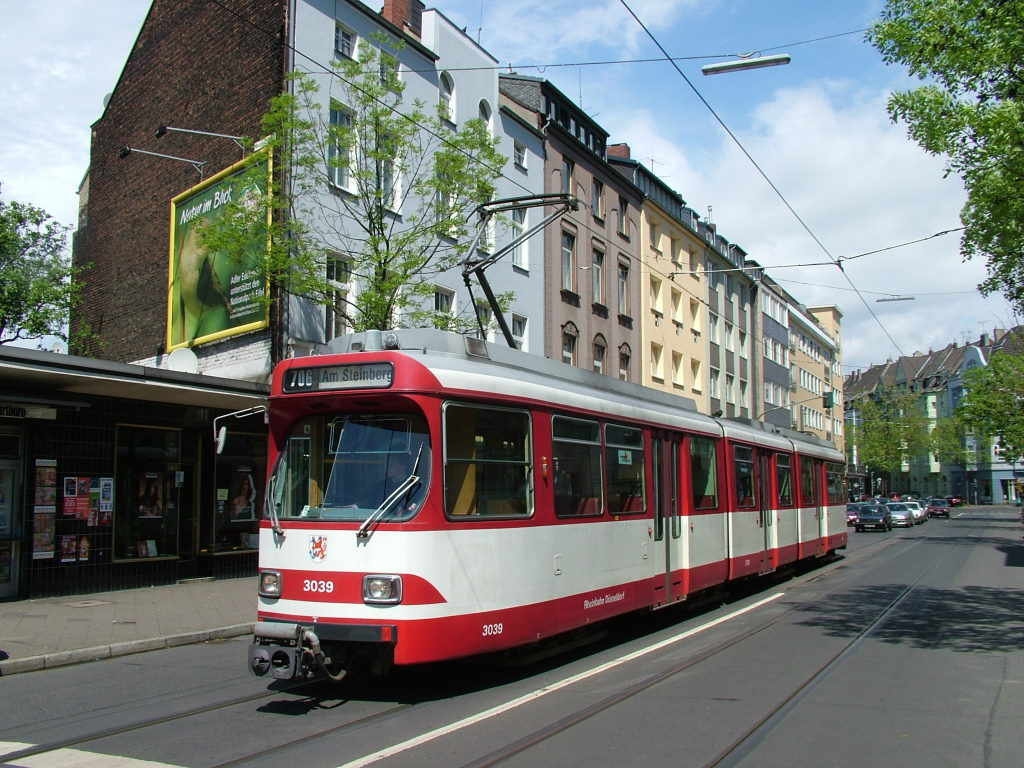
Lichtstraße in Flingern-Nord
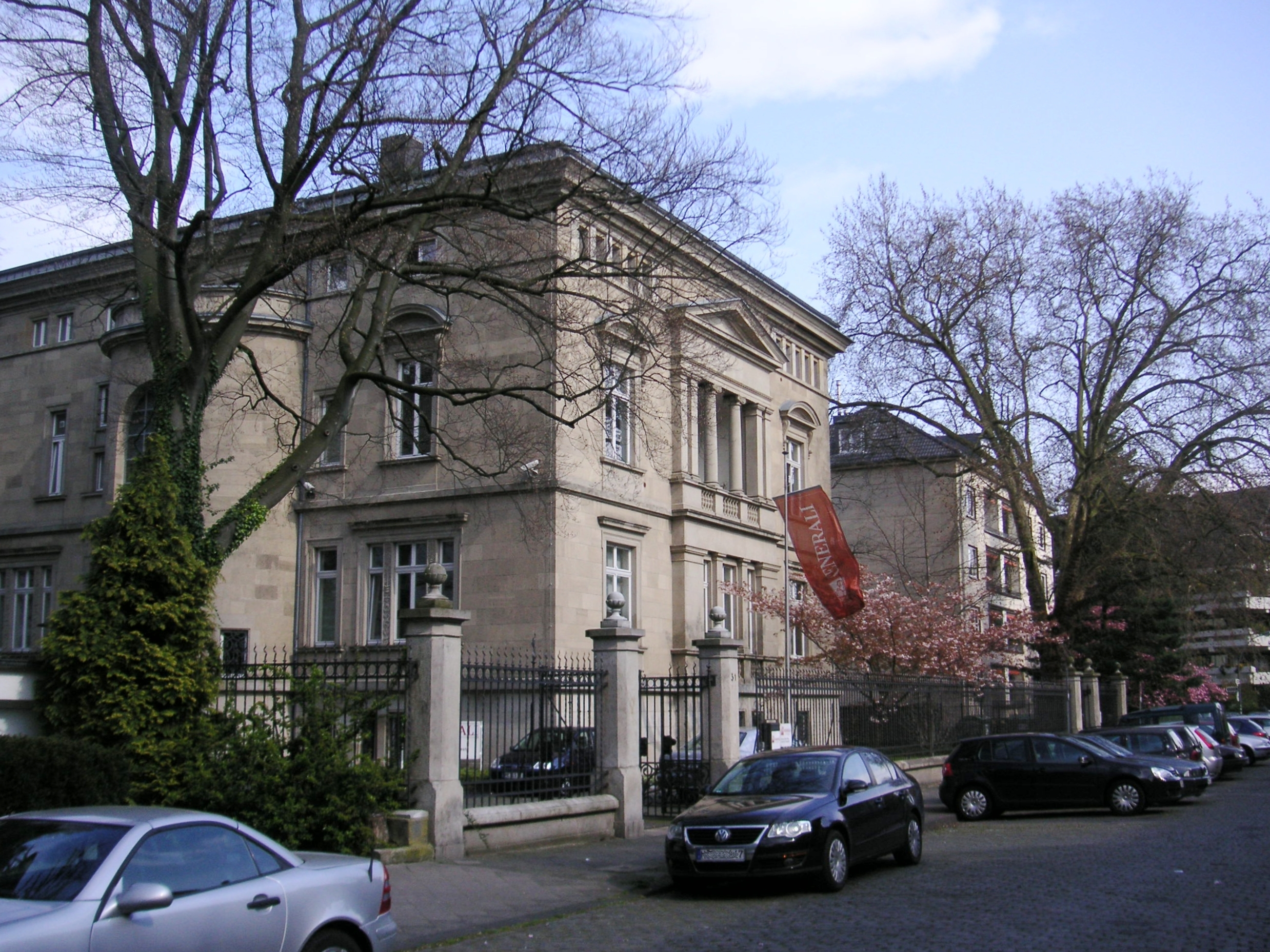
Stadtpalais in Düsseltal
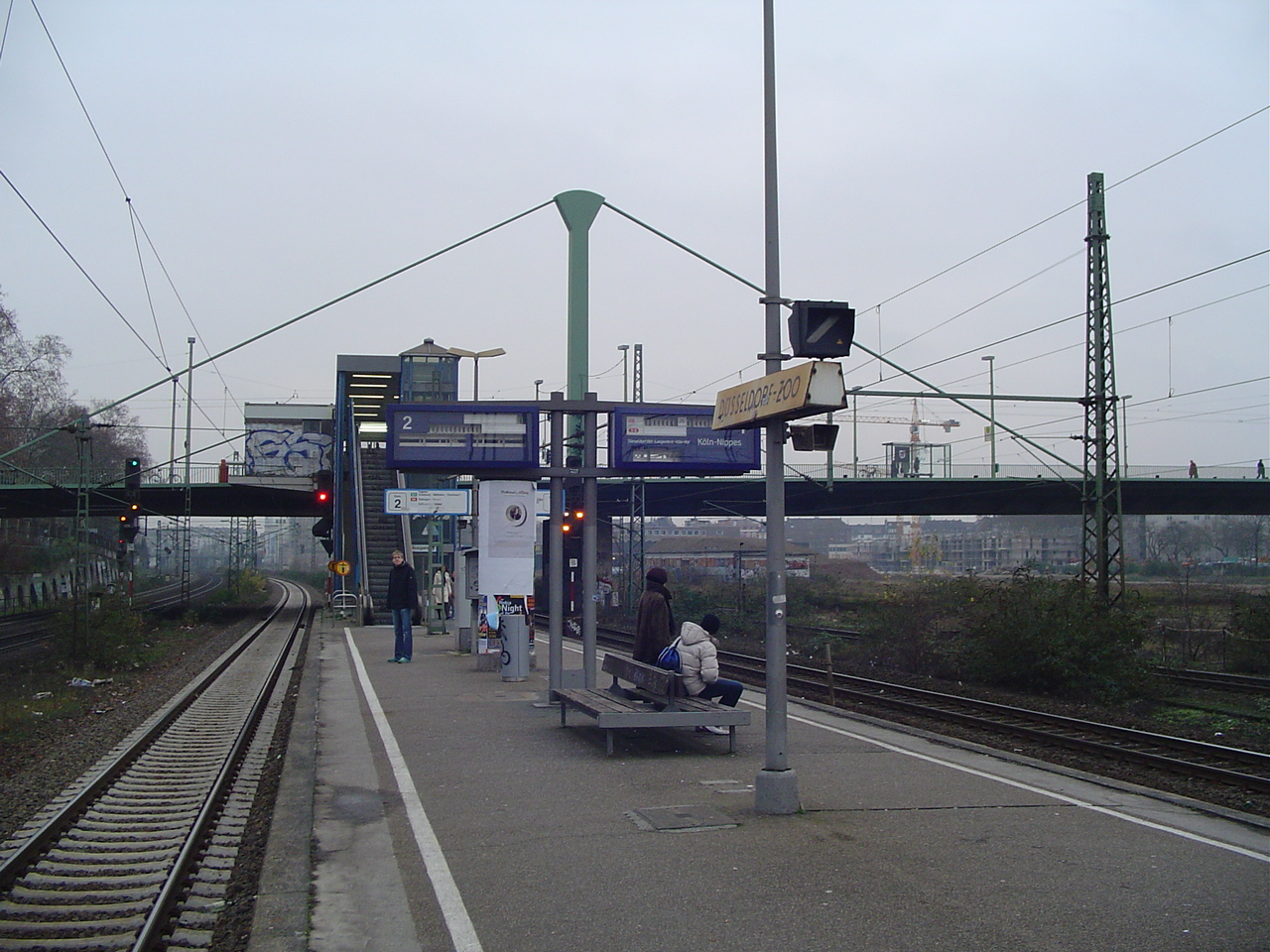
S-Bahnhof Zoo

## Politik
| Sitzverteilung in der Bezirksvertretung Stadtbezirk 2 Düsseldorf 2020Insgesamt 19 Sitze - Linke: 1 - PARTEI: 1 - SPD: 3 - Grüne: 6 - CDU: 5 - FDP: 2 - AfD: 1 Bezirksvertretungswahl 2020in Prozent %403020100 32,726,518,48,66,12,82,72,2 GrüneCDUSPDFDPLinkeAfDPARTEISonst.Gewinne und Verlusteim Vergleich zu 2014 %p 14 12 10 8 6 4 2 0 −2 −4 −6 −8−10−12+13,4−7,3−10,5+2,2−0,6+2,8+2,7−2,8GrüneCDUSPDFDPLinkeAfDPARTEISonst. |